# Filip Stanković
Filip Stanković (cyryl. Филип Станковић, ur. 25 lutego 2002 w Rzymie) – serbski piłkarz grający na pozycji bramkarza w klubie Venezia FC.

## Kariera juniorska
Stanković grał jako junior w Interze Mediolan (do 2021).

## Kariera seniorska

### Inter Mediolan
Stanković został przeniesiony do pierwszej drużyny Interu Mediolan 1 września 2020. Nie zadebiutował w pierwszym zespole.

### FC Volendam
Stanković został wypożyczony do FC Volendam 4 sierpnia 2021. Zadebiutował u nich 6 sierpnia 2021 w meczu z FC Eindhoven (2:2). Pierwsze czyste konto zachował 18 października 2021 w wygranym 1:0 spotkaniu przeciwko NAC Breda. Łącznie rozegrał dla nich 61 meczów, czyste konto zachował 12 razy.

### UC Sampdoria
Stankovicia wypożyczono do UC Sampdoria 11 sierpnia 2023. Debiut dla nich zaliczył 19 sierpnia 2023 w wygranym 2:1 spotkaniu przeciwko Ternana Calcio. Pierwsze czyste konto zachował 22 października 2023 w meczu z Cosenza Calcio (2:0). Ostatecznie w ich barwach wystąpił 38 razy i zachował 8 czystych kont.

### Venezia FC
Stanković trafił na wypożyczenie do Venezii FC 12 sierpnia 2024. Zadebiutował u nich 20 października 2024 w meczu z Atalanta BC (0:2). 23 czerwca 2025 został wykupiony przez Venzię FC.

## Kariera reprezentacyjna

### Młodzieżowe reprezentacje Serbii
W 2017 Stanković zagrał jeden mecz w reprezentacji Serbii U-16. W 2019 7 razy wystąpił w kadrze Serbii U-17 i jeden raz zagrał dla reprezentacji Serbii U-19. W latach 2022–2023 dwukrotnie wystąpił w kadrze Serbii U-21.

## Statystyki

### Klubowe
(aktualne na dzień 23 czerwca 2025)
| Klub               | Sezon              | Liga               | Liga  | Liga   | Puchar kraju | Puchar kraju | Inne  | Inne   | Suma  | Suma   |
| Klub               | Sezon              | Liga               | Mecze | Bramki | Mecze        | Bramki       | Mecze | Bramki | Mecze | Bramki |
| ------------------ | ------------------ | ------------------ | ----- | ------ | ------------ | ------------ | ----- | ------ | ----- | ------ |
| FC Volendam        | 2021/22            | Eerste Divisie     | 28    | 0      | 1            | 0            | –     | –      | 29    | 0      |
| FC Volendam        | 2022/23            | Eredivisie         | 33    | 0      | 2            | 0            | –     | –      | 35    | 0      |
| FC Volendam        | Ogólnie            | Ogólnie            | 61    | 0      | 3            | 0            | 0     | 0      | 64    | 0      |
| UC Sampdoria       | 2023/24            | Serie B            | 37    | 0      | 0            | 0            | 1     | 0      | 38    | 0      |
| UC Sampdoria       | Ogólnie            | Ogólnie            | 37    | 0      | 0            | 0            | 1     | 0      | 38    | 0      |
| Venezia FC         | 2024/25            | Serie A            | 16    | 0      | 0            | 0            | –     | –      | 16    | 0      |
| Venezia FC         | 2025/26            | Serie A            | 0     | 0      | 0            | 0            | –     | –      | 0     | 0      |
| Venezia FC         | Ogólnie            | Ogólnie            | 16    | 0      | 0            | 0            | 0     | 0      | 16    | 0      |
| Ogólnie w karierze | Ogólnie w karierze | Ogólnie w karierze | 114   | 0      | 3            | 0            | 1     | 0      | 118   | 0      |

### Reprezentacyjne
(aktualne na dzień 23 czerwca 2025)
| Reprezentacja      | Rok                | Mecze | Bramki |
| ------------------ | ------------------ | ----- | ------ |
| Serbia U-16        | 2017               | 1     | 0      |
| Ogólnie            | Ogólnie            | 1     | 0      |
| Serbia U-17        | 2019               | 7     | 0      |
| Ogólnie            | Ogólnie            | 7     | 0      |
| Serbia U-19        | 2019               | 1     | 0      |
| Ogólnie            | Ogólnie            | 1     | 0      |
| Serbia U-21        | 2022               | 1     | 0      |
| Serbia U-21        | 2023               | 1     | 0      |
| Ogólnie            | Ogólnie            | 2     | 0      |
| Ogólnie w karierze | Ogólnie w karierze | 11    | 0      |

## Życie osobiste
Filip Stanković jest synem Dejana Stankovicia – byłego piłkarza. Jego starszy brat – Stefan Stanković – do 2017 grał w młodzieżowych drużynach Interu. Jego młodszy brat – Aleksandar Stanković – gra w Interze Mediolan. Filip Stanković jest bratankiem Milenko Ačimovicia.